# Distrito de Karimnagar
Karimnagar (en telugú; కరీంనగర్ జిల్లా,, urdu; کریم نگر ضلع) es un distrito de India en el estado de Telangana. Código ISO: IN.AP.KA.
Comprende una superficie de 11 823 km².
El centro administrativo es la ciudad de Karimnagar.

## Demografía
Según censo 2011 contaba con una población total de 3 811 738 habitantes.